# 牛木理人
牛木 理人（うしき まさと、6月28日 - ）は、日本の男性声優。

## 略歴
3歳から13歳ごろまで劇団ひまわりに子役として所属。
マウスプロモーション附属養成所26期生。その後アップアンドアップスに3年間所属し、2018年3月31日をもって退所。

## 出演

### テレビアニメ
2016年
- 一人之下 the outcast（警官、楚嵐の地元の友人、他）
- OZMAFIA!!（生徒）
- Bloodivores（男性）　

2017年
- GLAMOROUS HEROES（長門あきら）

2018年
- 甘い懲罰〜私は看守専用ペット（裁判長、囚人A、他）

### ゲーム
2012年
- スクール・ウォーズ

2013年
- シェルノサージュ〜失われた星へ捧ぐ詩〜
- フォトカノ Kiss

2015年
- モンスターストライク（2015年 - 2025年、レギオン〈進化〉、幸福の王子、ダギー、バジリスク、孫悟空、銀角、金角、ニッケル伍長、ケンネル巡査、落武者、平敦盛、PC-G3、サンドマン、クラーケン、ムー〈神化〉、秋刀竜、ミスターホラー、クレイジー・ダック、ジキル&ハイド、からかさ、かまいたち、胤舜、世阿弥、MC芭蕉、ペペロン、タマネギヘッド、ステプラゲーター、カッターフィッシュ、コアラス、ゼブライザー、ゴルディ&バルディ〈ゴルディ〉、ヤマタノオロチ、サイクロプス、オオソウジャー、ツチノコ〈兵士〉、ミスターテルテル、ソルティドッグ二等水兵、フラッグ&エクスコーン〈エクスコーン〉、ベビーアーク団、ホワイト☆さむ）

2016年
- 東京放課後サモナーズ（テムジン、マルコシアス、シュウイチ）

2017年
- メタルサーガ 〜荒野の方舟〜（苦労人系男性ボイス(1)）
- ファイトリーグ

### 吹き替え
- ジェネシス
- テキサス・ダウン
- 2020（マーティン）
- ノー・エスケープ
- プリズン・エクスペリメント（ビーティ/囚人5704）

### モーションコミック
- デジコロ うごくまんが ケシカスくん（先生、ボウズの友人[11]）

### オーディオブック
- 戦場のコックたち（2016年、スパーク）
- 流（2017年）
- ヤフーの1on1 部下を成長させるコミュニケーションの技法（2018年）

### パチンコ
- CRシルバーダイヤモンド -銀の海賊旗-（2017年、シルバー[12]）

### 映像作品
- 声優集合！モンストプレイしながら言ってもらってみた！（2020年9月22日）
- 峯田大夢の運極のおともラジオ「フラパに出たい！みねたさん！」（2022年3月9日、3月16日）